# Parasimulium furcatum
Parasimulium furcatum är en tvåvingeart som beskrevs av Malloch 1914. Parasimulium furcatum ingår i släktet Parasimulium och familjen knott. Inga underarter finns listade i Catalogue of Life.